# C22H33NO2
化学式C22H33NO2（摩尔质量：343.511 g/mol）可以指：
- Butolame，CAS号：150748-23-5
- 光翠雀碱，CAS号：26166-37-0

|  | 这个同类索引页列出了具有相同分子式的化学物（即同分異構體）条目。 除非您是有意链接至本页，否则应将相应条目的内部链接指向正确的条目。 |